# 郝氏翼龍屬
郝氏翼龍屬（屬名：Haopterus）屬於翼龍目翼手龍亞目鳥掌翼龍超科，化石發現於中國遼寧省的義縣組，年代為白堊紀的巴列姆階到阿普第階。
在2001年，汪筱林、呂君昌等人將化石進行敘述、命名，模式種是秀麗郝氏翼龍（H. gracilis）。屬名是以中國古生物學家郝詒純為名；種名則暗指蹠骨的保存狀態良好。
郝氏翼龍的正模標本（編號IVPP V11726）發現於北票市四合屯，是第一個被發現頭顱骨的中國翼龍類，根據鉀－氬年代測定法，該處地質年代約1億2460萬年前。這個化石是一個未成年個體的前半部，包括一個頭顱骨、下頜、胸帶、胸骨、手臂、頸椎、背椎、部分坐骨、以及蹠骨。
郝氏翼龍的頭顱骨長而低矮，長度為14.5公分，沒有冠飾，口鼻部修長，而前端圓。前上頜骨、上頜骨完全癒合，沒有明顯骨縫。鼻眶前孔（Nasoantorbital fenestra）修長，長度為4公分，相當於頭顱骨長度的27.6%。下頜長度為12.8公分。上下頜的前面2/3具有牙齒，上頜有12對牙齒，下頜也有12對牙齒。牙齒尖而粗壯、銳利、往後彎曲。越前段的牙齒越長、越尖；而前上頜骨的前三對牙齒較小，研究人員推測這些牙齒是剛替換的新牙齒。
頭顱骨後段、頸椎遭到嚴重擠壓變形，因此難以詳細研究。已發現八節背椎，總長度為5.2公分。胸骨成扇形，有明顯稜脊。翼部骨頭粗壯，尺骨長度為10.1公分，掌骨長度為8.9公分。郝氏翼龍的翼展估計為1.35公尺。與前肢相比，郝氏翼龍的後肢較為短小，蹠骨長1.7公分。
研究人員根據郝氏翼龍的修長後肢，而認為牠們在地面上的時候是以四足方式運動，牠們可能在海岸的魚類為食。
汪筱林等人最初根據粗壯牙齒、頭顱骨後方缺乏頭冠，而將郝氏翼龍歸類於翼手龍科。在2006年的親緣分支分類法，則認為郝氏翼龍是鳥掌翼龍科的原始物種。

## 外部連結
- 郝氏翼龍 The Pterosaur Database網站
- 郝氏翼龍 The Pterosauria網站
- 郝氏翼龍的繪畫 （页面存档备份，存于） the Dinosauricon網站